# Železniční trať Monmouth – Ross-on-Wye
Železniční trať Monmouth – Ross-on-Wye nazývaná také Ross and Monmouth Railway nebo Wye Valley Line (doslova „dráha údolím Wye“) byla 21 kilometrů dlouhá normálněrozchodná železniční trať z Monmouthu do Ross-on-Wye. Její stavba byla povolena parlamentem roku 1865 a trať byla otevřena 4. srpna 1873. V Monmouthu původně končila na východním břehu řeky Wye, ale později, v roce 1874, byla trať protažena přes řeku do zastávky Monmouth Troy. Až do roku 1921 fungovala železnice nezávisle, ale na základě zákona z roku 1921 byla sloučena s Great Western Railway. Provoz na trati byl zcela ukončen k 1. listopadu 1965.

## Dějiny
Dodavatelem byl John Firbank a stavba železnice trvala osm let. Při otevření 4. srpna končila v Monmouthu stanicí Monmouth Mayhill. V roce 1874, několik měsíců po oficiálním slavnostním zahájení provozu, byl dokončen most přes řeku Wye a trať pak byla prodloužena do stanice Monmouth Troy. Prodloužení bylo oficiálně uvedeno do provozu 1. května 1874.
Na necelých jednadvaceti kilometrech tratě bylo pět stanic. V Ross-on-Wye přitom byla využita infrastruktura stanice již existující pro starší železniční trať Hereford – Gloucester. Další stanice byly Kerne Bridge, Lydbrook Junction, Symonds Yat, Monmouth Mayhill (a později přidaná Monmouth Troy). Později byly přidány také dvě zastávky. Nejdříve v roce 1931 zastávka ve Walfordu a pak v roce 1951 zastávka v Hadnocku. Ta už sloužila pouhých osm let, než byla v roce 1959 na trati ukončena přeprava cestujících.

## Trasa

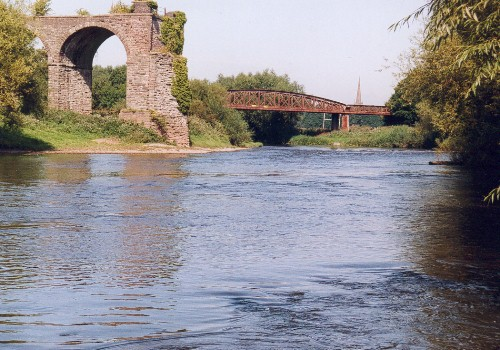
Zadní ze dvou již neužívaných monmouthských železničních mostů na obrázku sloužil popisované trati z Ross-on-Wye

Trať začínala v Ross-on-Wye a vedla kolem jeho jižního okraje než zamířila na západ údolím řeky Wye po proudu po jejím jižním břehu. Procházela Walfordem a Kerne Bridge. Místo aby sledovala řeku v jejím dlouhém ohybu, tak vedla na druhý břeh a skrz tunel. Následně opět překročila řeku a setkala se s jednou z tratí ze sítě Severn and Wye Railway těsně před Lydbrook Junction. Pak pokračovala dále po jižním břehu Wye a těsně před Symonds Yat procházela dalším tunelem (opět zkracujícím trasu oproti trase řeky) a pak skrz Hadnock do Monmouth Mayhill a posléze i do Monmouth Troy.

## Provoz
Od prvního dne provozovala trať firma Monmouth and Hereford Railway kontrolovaná společností Great Western Railway. Díky tomu mohla Great Wester Railway vést vlaky z Monmouthu přes Ross-on-Wye a dále do Herefordu bez toho, aby museli cestující přestupovat nebo aby byly měněny lokomotivy.
Železnice Ross and Monmouth Railway ovšem zůstávala nezávislá a v roce 1921, kdy byl schválen Railways Act a musela se přímo stát součástí Great Western Railway, byla jedna z posledních mála železnic, které ještě byly tou dobou nezávislé. Součástí Great Western Railway pak zůstala až do znárodnění železnic.

## Uzavření
V lednu 1959 bylo ohlášeno uzavření a 5. ledna byl ukončen provoz na úseku mezi Lydbrook Junction a Monmouthem. Ještě předtím projel po trati zvláštní vlak na trase z Chepstowu do Ross-on-Wye. Je to jediný známý vlak, který kdy tuto trasu projel najednou.
Zbývající část trati mezi mostem u Lydbrooku a Ross-on-Wye byla uzavřena 1. listopadu 1965.